# 44-й меридіан західної довготи
44-й меридіан західної довготи — лінія довготи, що лежить на 44 градуси західніше Гринвіцького меридіана. Вона проходить від Північного полюса через Північний Льодовитий океан, Гренландію, Атлантичний океан, Південну Америку, Південний океан та Антарктиду до Південного полюса.
44-й меридіан західної довготи формує велике коло разом із 136-тим меридіаном східної довготи.

## Список географічних об'єктів, що перетинає 44° зх. д.
Починаючи на Північному полюсі та рухаючись до Південного полюса, 44-й меридіан західної довготи проходить через:
| Координати                                                 | Країна, територія або море   | Примітки |
| ---------------------------------------------------------- | ---------------------------- | --- |
| 90°0′ пн. ш. 44°0′ зх. д. / 90.000° пн. ш. 44.000° зх. д.  | Північний Льодовитий океан   | |
| 83°41′ пн. ш. 44°0′ зх. д. / 83.683° пн. ш. 44.000° зх. д. | Море Лінкольна               | |
| 83°14′ пн. ш. 44°0′ зх. д. / 83.233° пн. ш. 44.000° зх. д. | Гренландія                   | Проходить через Землю Нансена[en]                                                                                      |
| 82°50′ пн. ш. 44°0′ зх. д. / 82.833° пн. ш. 44.000° зх. д. | Фьорд Йохана Коха[en]        | |
| 82°46′ пн. ш. 44°0′ зх. д. / 82.767° пн. ш. 44.000° зх. д. | Гренландія                   | Проходить через Землю Фройхена[en]                                                                                     |
| 82°25′ пн. ш. 44°0′ зх. д. / 82.417° пн. ш. 44.000° зх. д. | Фьорд Норденшельд[en]        | |
| 82°18′ пн. ш. 44°0′ зх. д. / 82.300° пн. ш. 44.000° зх. д. | Гренландія                   | |
| 60°10′ пн. ш. 44°0′ зх. д. / 60.167° пн. ш. 44.000° зх. д. | Протока Принца Кристіана[en] | |
| 59°58′ пн. ш. 44°0′ зх. д. / 59.967° пн. ш. 44.000° зх. д. | Гренландія                   | Проходить через острови Саммісок[en] і Еггер[en]                                                                       |
| 59°49′ пн. ш. 44°0′ зх. д. / 59.817° пн. ш. 44.000° зх. д. | Атлантичний океан            | |
| 2°38′ пд. ш. 44°0′ зх. д. / 2.633° пд. ш. 44.000° зх. д.   | Бразилія                     | Мараньян Піауї Баїя Мінас-Жерайс — проходить західніше Белу-Оризонті Ріо-де-Жанейро                                    |
| 22°57′ пд. ш. 44°0′ зх. д. / 22.950° пд. ш. 44.000° зх. д. | Затока Сепетіба[pt]          | |
| 23°5′ пд. ш. 44°0′ зх. д. / 23.083° пд. ш. 44.000° зх. д.  | Бразилія                     | Ріо-де-Жанейро — проходить через косу Рестінга-де-Марамбая[en]                                                         |
| 23°6′ пд. ш. 44°0′ зх. д. / 23.100° пд. ш. 44.000° зх. д.  | Атлантичний океан            | |
| 60°0′ пд. ш. 44°0′ зх. д. / 60.000° пд. ш. 44.000° зх. д.  | Південний океан              | |
| 78°16′ пд. ш. 44°0′ зх. д. / 78.267° пд. ш. 44.000° зх. д. | Антарктида                   | Проходить через Аргентинську Антарктиду та Британську Антарктичну Територію (претендують Аргентина та Велика Британія) |